# Віялохвіст бронзовий
Віялохві́ст бронзовий (Polyplectron chalcurum) — вид куроподібних птахів родини фазанових (Phasianidae). Ендемік Індонезії.

## Поширення
Вид поширений лише на острові Суматра. Трапляється в кількох типах середньогірських лісів на висоті від 800 до 1700 метрів уздовж центрального Суматранського хребта. Він повністю відсутній на північному узбережжі острова. Його можна зустріти як у первинних лісах, які не зазнали будь-яких змін людиною, так і в місцях вирубки дерев. Помітити його також можна в соснових насадженнях або окремих фрагментах лісу. Однак його присутність у такому деградованому середовищі існування не обов’язково означає, що він адаптований і здатний там розмножуватися. Апріорі вид залишається переважно птахом первинних середовищ, і її присутність у лісистих районах, які зазнали значної шкоди, залишається винятковим випадком.

## Підвиди
- P. c. scutulatum Chasen, 1941, північ Суматри;
- P. c. chalcurum R. Lesson, 1831, південь Суматри.

## Опис
Довжина самця становить приблизно 56 см (з яких 26-38 см займає лише хвіст) і важить 370—590 г; самиця приблизно 40 см (з них 18-22 см хвоста) з вагою 238—269 г.
Голова, шия та нижня частина темно-коричневі з білуватими крапками на горлі та світло-чорними смугами, які сягають від грудей до підхвостової частини, де вони стають більш помітними. Верхні частини тіла каштаново-коричневі з вузькими темними смугами неправильної форми, що покривають всю площу, але не первинні частини, які мають рівномірний чорнувато-коричневий колір. Хвіст коричневий з чорною смугою. Ці смужки стають ширшими та багряно-бронзово-зеленими на кінцях і зовнішніх краях. Самиця дуже схожа на самця, але металеві фіолетові ділянки хвоста присутні лише на його кінці. Крім того, вона набагато менша і має коротші ноги та хвіст.

## Спосіб життя
Птахи відрізняються особливою полохливістю, тому спостерігати за ними в природному середовищі дуже складно. Вони дуже обережні і готові сховатися в підліску при найменших ознаках небезпеки. Перед кожним спарюванням самець виконує відносно непомітний бічний парад, під час якого він повільно наближається до своєї партнерки, майже доти, поки вона майже не торкнеться її. Він скуйовджує пір'я на грудях, простягає крило до своєї обранниці й опускає його, поки воно не торкнеться землі. Хвіст, частково розгорнутий, потім піднімається і нахиляється до самки, демонструюючи металеві краї хвостових пір'їн. Після завершення всіх цих прелюдій він слідує за самицею в кожному русі, видаючи дискретні пронизливі звуки.
Вид має всеїдний раціон. Харчується рослинами, особливо дрібними плодами, а також комахами. Нема жодної інформації щодо репродуктивної поведінки цього виду в природі. Припускають, що він моногамний , виходячи з трьох ознак: не дуже виражений статевий диморфізм, відносна простота весільного параду та очевидна відсутність територіальної поведінки. У неволі самиця відкладає два жовто-білі яйця, які інкубуються приблизно 22 дні.